# Saison 2014 de l'équipe cycliste Drapac
La saison 2014 de l'équipe cycliste Drapac est la neuvième de cette équipe.

## Préparation de la saison 2014

### Arrivées et départs
| Arrivées          | Équipe 2013                         |
| ----------------- | ----------------------------------- |
| Jack Anderson     | Budget Forklifts                    |
| Jonathan Cantwell | Saxo-Tinkoff                        |
| William Clarke    | Argos-Shimano                       |
| Jai Crawford      | Huon Salmon-Genesys Wealth Advisers |
| Benjamin Johnson  | Huon Salmon-Genesys Wealth Advisers |
| Jordan Kerby      | Christina Watches-Onfone            |
| Travis Meyer      | Orica-GreenEDGE                     |
| Lachlan Norris    | Raleigh                             |
| Wesley Sulzberger | Orica-GreenEDGE                     |
| Wouter Wippert    | 3M                                  |

| Départs         | Équipe 2014          |
| --------------- | -------------------- |
| Luke Davison    | Synergy Baku Project |
| Gordon McCauley |                      |
| Amir Rusli      |                      |
| Johnnie Walker  |                      |
| William Walker  | Synergy Baku Project |

## Coureurs et encadrement technique

### Effectif
| Cycliste           | Date de naissance | Nationalité | Équipe 2013                         |
| ------------------ | ----------------- | ----------- | ----------------------------------- |
| Jack Anderson      | 2 juin 1987       | Australie   | Budget Forklifts                    |
| Jonathan Cantwell  | 8 janvier 1982    | Australie   | Saxo-Tinkoff                        |
| William Clarke     | 11 avril 1985     | Australie   | Argos-Shimano                       |
| Jai Crawford       | 4 août 1983       | Australie   | Huon Salmon-Genesys Wealth Advisers |
| Floris Goesinnen   | 30 octobre 1983   | Pays-Bas    | Drapac                              |
| Robbie Hucker      | 13 mars 1990      | Australie   | Drapac                              |
| Benjamin Johnson   | 7 janvier 1983    | Australie   | Huon Salmon-Genesys Wealth Advisers |
| Jordan Kerby       | 15 août 1992      | Australie   | Christina Watches-Onfone            |
| Darren Lapthorne   | 4 mars 1983       | Australie   | Drapac                              |
| Travis Meyer       | 8 juin 1989       | Australie   | Orica-GreenEDGE                     |
| Lachlan Norris     | 21 janvier 1987   | Australie   | Raleigh                             |
| Thomas Palmer      | 28 juin 1990      | Australie   | Drapac                              |
| Adam Phelan        | 23 août 1991      | Australie   | Drapac                              |
| Malcolm Rudolph    | 4 janvier 1989    | Australie   | Drapac                              |
| Bernard Sulzberger | 7 septembre 1988  | Australie   | Drapac                              |
| Wesley Sulzberger  | 26 octobre 1986   | Australie   | Orica-GreenEDGE                     |
| Wouter Wippert     | 14 août 1990      | Pays-Bas    | 3M                                  |
| Stagiaire          | Date de naissance | Nationalité | Équipe 2014                         |
| Brendan Canty      | 17 janvier 1992   | Australie   | Search2retain-Health.com.au         |

## Bilan de la saison

### Victoires
| Date       | Course                                              | Pays             | Classe | Vainqueur      |
| ---------- | --------------------------------------------------- | ---------------- | ------ | -------------- |
| 07/01/2014 | Championnat d'Australie du contre-la-montre espoirs | Australie        | CN     | Jordan Kerby   |
| 30/01/2014 | 2e étape de la New Zealand Cycle Classic            | Nouvelle-Zélande | 2.2    | Wouter Wippert |
| 01/02/2014 | 4e étape de la New Zealand Cycle Classic            | Nouvelle-Zélande | 2.2    | Wouter Wippert |
| 11/03/2014 | 3e étape du Tour de Taïwan                          | Taipei chinois   | 2.1    | Wouter Wippert |
| 18/05/2014 | 1re étape du Tour du Japon                          | Japon            | 2.1    | William Clarke |
| 20/05/2014 | 2e étape du Tour du Japon                           | Japon            | 2.1    | Wouter Wippert |
| 29/05/2014 | Prologue du Tour de Kumano                          | Japon            | 2.2    | William Clarke |
| 30/05/2014 | 1re étape du Tour de Kumano                         | Japon            | 2.2    | Wouter Wippert |
| 01/06/2014 | 3e étape du Tour de Kumano                          | Japon            | 2.2    | Wouter Wippert |
| 18/06/2014 | 2e étape du Tour d'Iran - Azerbaïdjan               | Iran             | 2.1    | William Clarke |
| 12/09/2014 | 4e étape du Tour de Chine II                        | Chine            | 2.1    | Wouter Wippert |
| 28/10/2014 | 9e étape du Tour de Hainan                          | Chine            | 2.HC   | Wouter Wippert |

### Résultats sur les courses majeures
L'équipe n'est invitée sur aucune des cinq classiques majeures (Milan-San Remo, Tour des Flandres, Paris-Roubaix, Liège-Bastogne-Liège, Tour de Lombardie) ni sur aucun des trois grands tours (Tour d'Italie, Tour de France, Tour d'Espagne).

### Classements UCI

#### UCI America Tour
L'équipe Drapac termine à la 36e place de l'America Tour avec 8 points. Ce total est obtenu par l'addition des points des huit meilleurs coureurs de l'équipe au classement individuel, cependant seuls deux coureurs sont classés,.
| Rang | Coureur           | Points |
| ---- | ----------------- | ------ |
| 333  | Lachlan Norris    | 6      |
| 427  | Jonathan Cantwell | 2      |

#### UCI Asia Tour
L'équipe Drapac termine à la 9e place de l'Asia Tour avec 421 points. Ce total est obtenu par l'addition des points des huit meilleurs coureurs de l'équipe au classement individuel,.
| Rang | Coureur           | Points |
| ---- | ----------------- | ------ |
| 13   | Wouter Wippert    | 169    |
| 26   | William Clarke    | 110    |
| 66   | Jonathan Cantwell | 54     |
| 108  | Lachlan Norris    | 37     |
| 200  | Wesley Sulzberger | 16     |
| 207  | Jordan Kerby      | 15     |
| 278  | Darren Lapthorne  | 10     |
| 280  | Thomas Palmer     | 10     |
| 285  | Jai Crawford      | 9      |
| 388  | Floris Goesinnen  | 4      |

#### UCI Europe Tour
L'équipe Drapac termine à la 99e place de l'Europe Tour avec 63 points. Ce total est obtenu par l'addition des points des huit meilleurs coureurs de l'équipe au classement individuel, cependant seuls deux coureurs sont classés,.
| Rang | Coureur          | Points |
| ---- | ---------------- | ------ |
| 373  | Darren Lapthorne | 36     |
| 455  | William Clarke   | 27     |

#### UCI Oceania Tour
L'équipe Drapac termine à la 2e place de l'Oceania Tour avec 156 points. Ce total est obtenu par l'addition des points des huit meilleurs coureurs de l'équipe au classement individuel,.
| Rang | Coureur            | Points |
| ---- | ------------------ | ------ |
| 4    | Bernard Sulzberger | 40     |
| 9    | William Clarke     | 26     |
| 12   | Jonathan Cantwell  | 24     |
| 13   | Wouter Wippert     | 21     |
| 15   | Adam Phelan        | 20     |
| 31   | Jack Anderson      | 9      |
| 33   | Lachlan Norris     | 8      |
| 34   | Darren Lapthorne   | 8      |
| 45   | Jai Crawford       | 3      |
| 47   | Wesley Sulzberger  | 3      |
| 51   | Malcolm Rudolph    | 2      |